# Cyclops shatalovi
Cyclops shatalovi is een eenoogkreeftjessoort uit de familie van de Cyclopidae. De wetenschappelijke naam van de soort is voor het eerst geldig gepubliceerd in 1990 door Streletskaya.